# Résolution 319 du Conseil de sécurité des Nations unies
Membres permanents
- Chine
- États-Unis
- France
- Royaume-Uni
- URSS

Membres non permanents
- Argentine
- Belgique
- Guinée
- Inde
- Italie
- Japon
- Panama
- Somalie
- Soudan
- Yougoslavie

Résolution no 318 Résolution no 320
La résolution 319 du Conseil de sécurité des Nations unies est adoptée à 14 voix contre zéro lors de la 1 657e séance du Conseil de sécurité des Nations unies le 1er août 1972, après avoir réaffirmé les résolutions antérieures sur le sujet, le Conseil a invité le secrétaire général, en consultation avec le groupe créé par la résolution 309, à continuer de contacter toutes les parties concernées et à créer les conditions nécessaires pour permettre au peuple d'exercer son droit à l'autodétermination conformément à la Charte. Le Conseil a ensuite demandé au secrétaire général de les tenir informés de l'application de la résolution 309.
La résolution 319 a été adoptée à l'unanimité avec 14 voix ; la république populaire de Chine n'a pas participé au vote.

### Sources
- (en) Cet article est partiellement ou en totalité issu de l’article de Wikipédia en anglais intitulé « United Nations Security Council Resolution 319 » (voir la liste des auteurs).

### Texte
- Résolution 319 sur fr.wikisource.org
- Résolution 319 sur en.wikisource.org